# Bão Talas (2017)
Bão Talas (Bão số 2 - theo cách gọi của Việt Nam) là một cơn bão nhiệt đới tác động đến Việt Nam vào giữa tháng 7 năm 2017. Talas lần đầu tiên được theo dõi như là một sự xáo trộn nhiệt đới trên Biển Đông vào ngày 13 tháng 7 và được nâng cấp thành áp thấp nhiệt đới trong ngày hôm sau. Cơn bão tăng cường vào cơn bão thứ tư trong mùa bão Thái Bình Dương 2017 trong ngày 15 tháng 7. Trước khi đổ bộ vào Việt Nam, Talas đã đạt đến cường độ đỉnh cao như một cơn bão nhiệt đới nghiêm trọng trong ngày 16 tháng 7. Talas suy yếu khi tiến sát đất liền và tan biến vào ngày hôm sau.
Trong cả nước, cơn bão đã giết chết 14 người và làm hư hại khoảng 2.700 ngôi nhà.Biển khơi chìm khoảng 50 chiếc thuyền. Gần 50.000 ha ruộng rau, khoảng 800 ha nuôi trồng thủy sản, và 47.600 ha lúa và cây trồng phụ đã bị hư hại. Thiệt hại ước tính khoảng 1,6 nghìn tỷ VND (70,4 triệu USD).

## Lịch sử khí tượng
Trong ngày 13 tháng 7,Trung tâm Cảnh báo bão Liên hợp (JTWC) bắt đầu theo dõi một sự xáo trộn nhiệt đới cách khoảng 648 km (403 mi) về phía đông nam Hà Nội, Việt Nam. Vào ngày hôm sau, vào khoảng 06:00 UTC, Cơ quan Khí tượng Nhật Bản (JMA) đã phân loại hệ thống này là  m ột áp thấp nhiệt đới yếu, vì nó bắt đầu di chuyển chậm về phía tây bắc. Sáu giờ sau, JMA bắt đầu đưa ra các khuyến cáo, lưu ý rằng hệ thống đã tạo ra những cơn gió kéo dài 10 phút với vận tốc tối thiểu 55 km/h (35 dặm một giờ). JTWC đã ban hành Cảnh báo Hình thành Cơn bão Nhiệt đới lúc 02:30 UTC vào ngày 15 tháng 7 sau khi hình ảnh vệ tinh mô tả sự đối lưu sâu vào trung tâm lưu thông cấp thấp đang phát triển của nó. Với hệ thống tiếp tục phát triển, JMA đã nâng cấp nó thành một cơn bão nhiệt đới, gán cho nó cái tên Talas,nhưng JTWC chưa đồng ý về quan điểm này. Khi dải đối lưu được cải thiện, JTWC đã nâng cấp sự xáo trộn lên một áp thấp nhiệt đới vào giữa trưa ngày 15 tháng 7. Vài giờ sau đó, JTWC đã nâng cấp Talas lên một cơn bão nhiệt đới sau khi ghi nhận ước tính của Dvorak về T2.5, cho thấy gió dài 1 phút là 65 km/h (40 dặm / giờ).
Vào ngày 16 tháng 7, Talas dần dần được tăng cường khi nó trở nên được tổ chức tốt hơn để đáp ứng với môi trường thuận lợi, bao gồm gió thổi theo hướng đông bắc từ thấp đến trung bình cũng như dòng chảy tốt ở phía nam. Vào lúc 09:00 UTC, JMA nâng cấp Talas thành một cơn bão nhiệt đới dữ dội sau khi cơn bão đạt được độ bền kéo dài 10 phút 95 km/h (60 mph) và áp suất khí quyển tối thiểu 985 hPa (29,23 inHg); và đây là lúc bão được đánh giá với sức mạnh cao nhất . Đồng thời, JTWC cũng ghi lại những cơn gió cao điểm kéo dài 1 phút là 95 km/h (60 dặm / giờ). Ngay sau đó, Talas bắt đầu suy yếu do tương tác đất liền và JMA sớm hạ cấp hệ thống trở lại một cơn bão nhiệt đới. Khoảng 18:00 UTC, Talas đổ bộ vào miền Trung Việt Nam, gần thành phố Vinh. Ba giờ sau, JTWC đã đưa ra lời khuyên cuối cùng về Talas vì nó tiếp tục suy yếu trong khi tiến vào nội địa, JMA ban hành thông báo cuối cùng vào lúc lúc 09:00 UTC vào ngày 17 tháng 7 trong khi Talas yếu đi nằm ở phía bắc Lào.

## Tác động

### Việt Nam
Talas đã đổ bộ gần Vinh vào khoảng 1h rạng sáng(Giờ Việt Nam) vào ngày 16 tháng 7 như một cơn bão nhiệt đới vừa phải. Theo Ban chỉ đạo phòng chống thiên tai Trung ương, hơn 2.700 ngôi nhà bị hư hại ở tỉnh Nghệ An. Trung tâm dự báo khí tượng thủy văn quốc gia của Việt Nam ghi nhận những cơn gió mạnh lên tới 100 km/h (62 dặm một giờ) với những thiệt hại về gió được báo cáo ở các tỉnh Nghệ An, Thanh Hóa và Hà Tĩnh. Hơn 400 mm (16 in) mưa rơi ở phần trung tâm và phía bắc của đất nước trong hai ngày sau khi đổ bộ, trong khi thủ đô Hà Nội nhận được 100 mm (4 in). Cơn bão đã đánh chìm một con tàu than vào cuối ngày 16 tháng 7; chỉ có ba trong số những người trên tàu được cứu sống trong khi mười người khác vẫn còn mất tích. Ở tỉnh Quảng Bình, các tàu đánh cá bị trôi dạt vào bờ bởi sóng cao tới 5 m (16,4 ft); ở đó, bảy người bị thương. Trong ngày 17 tháng 7, các con đường bị ngập lụt và dịch vụ tàu bị gián đoạn đã làm tắc nghẽn hơn 4.000 hành khách ở thủ đô. Dịch vụ đường sắt từ Hà Nội đến Vinh đã bị hủy trong khi các chuyến tàu từ Hà Nội đến Sài Gòn bị trì hoãn từ năm đến bảy giờ.
Nhìn chung, ở Việt Nam, cơn bão khiến 14 người chết và thiệt hại khoảng 2.700 ngôi nhà. Khoảng 50 chiếc thuyền bị chìm. Khoảng 50.000 ha (123.555 mẫu Anh) ruộng rau, khoảng 801 ha của các trang trại nuôi trồng thủy sản, và 47.632 ha lúa và cây trồng phụ đã bị hư hại. Thiệt hại ở Nghệ An được báo cáo lên tới 993 tỷ đồng (43,7 triệu USD). Tổng thiệt hại ở Việt Nam đạt 1,6 nghìn tỷ đồng (70,4 triệu USD).

### Đảo Hải Nam
Trong ngày 22 tháng 7, đài quan sát quốc gia Trung Quốc đã ban hành một "cảnh báo xanh" cho tỉnh Hải Nam và vịnh Bắc Bộ. Khoảng 22.901 tàu đánh cá đã được di chuyển trong khi 39.425 người làm việc tại các trang trại biển di tản đến tỉnh Quảng Đông. Gi ó từ 62–74 km/h (39–46 dặm / giờ) được ghi lại ở một số nơi, đặc biệt là ở các khu vực xung quanh Quận tự trị Lingshui Li, khi cơn bão gần bờ biển. [Các phần phía nam của tỉnh nhận được lượng mưa từ 3–6 inch (7,6–15,2 cm). Khoảng 49 du khách đã bị mắc kẹt từ một hòn đảo ngoài khơi bờ biển Guandong. Tổng thiệt hại kinh tế ở tỉnh Hải Nam đạt 24 triệu NDT (3,55 triệu USD). Tổng cộng, thiệt hại của Talas ở Trung Quốc đạt 60 triệu NDT (8,9 triệu USD).

### Lào,Thái Lan,Myanmar
Bão có tác động nhẹ ở các khu vực này